# Manastirți, Razgrad
Manastirți (în bulgară Манастирци) este un sat în comuna Loznița, regiunea Razgrad,  Bulgaria. 

## Demografie
Componența etnică a satului Manastirți
     Bulgari (36,45%)
     Nicio identificare (62,5%)
     Turci (1,04%)
     Romi (0%)
La recensământul din 2011, populația satului Manastirți era de 288 locuitori. Nu există o etnie majoritară, locuitorii fiind bulgari (36,45%) și turci (1,04%). Pentru 62,5% din locuitori nu este cunoscută apartenența etnică.